# مولود في الوقت الضائع (مسلسل)
مولود في الوقت الضائع، مسلسل مصري صدر سنة 1988، من إخراج محمد السيد عيسى وبطولة يحيى الفخراني

## ملخص القصة
يتوفى رجل الأعمال حسين المرشدي ويبدأ أفراد العائلة في التفكير في الميراث ولكنهم يكتشفوا أن زوجته حامل وعليهم الانتظار حتى موعد الولادة ومعرفة نوع الجنين، ولكن المفاجأة والتي تحدث بعد ساعات من ولادته تزيد من صعوبة الأمور.

## طاقم العمل
- يحيى الفخراني
- خالد زكي
- تيسير فهمي
- دلال عبدالعزيز
- حسين الشربيني
- سوسن بدر [2]